# Kollerup-Fjerritslev Sogn
Kollerup-Fjerritslev Sogn er et sogn i Jammerbugt Provsti (Aalborg Stift). Sognet ligger i Jammerbugt Kommune (Region Nordjylland). Indtil Kommunalreformen i 2007 lå det i Fjerritslev Kommune (Nordjyllands Amt), og indtil Kommunalreformen i 1970 lå det i Vester Han Herred (Thisted Amt). I sognet ligger Kollerup Kirke og Fjerritslev Kirke.
Sognet blev dannet 2. december 2012 ved en sammenlægning af Kollerup Sogn og Fjerritslev Sogn.
I Kollerup Sogn findes flg. autoriserede stednavne:
- Aldrup (bebyggelse)
- Andrup (bebyggelse, ejerlav)
- Andrup Bjerge (bebyggelse)
- Borup (bebyggelse)
- Bredevandsbakker (areal)
- Brøndum (bebyggelse, ejerlav)
- Fjerritslev (bebyggelse, ejerlav)
- Fjerritslev Hede (bebyggelse)
- Fjerritslev Rimme (bebyggelse)
- Grønnestrand (areal, bebyggelse)
- Hingelbjerg (bebyggelse, ejerlav)
- Hingelbjerge (areal)
- Kollerup (bebyggelse, ejerlav)
- Kollerup Klit (bebyggelse)
- Kollerup Plantage (areal)
- Kollerup Strand (bebyggelse)
- Krogbakker (areal)
- Møllebosletten (bebyggelse)
- Mølleå (vandareal)
- Nørremiler (areal)
- Randsbro (bebyggelse)
- Starkær (bebyggelse)
- Søbakke (areal)
- Sønderkær (bebyggelse)
- Søndermiler (areal)
- Udklit (bebyggelse)
- Vestergårds Mark (bebyggelse)
- Årupgårds Mark (bebyggelse)